# Ruben Aguilar
Ruben Aguilar (Grenoble, França, 26 d'abril de 1993) és un futbolista francès que juga com a defensa i el seu equip actual és el RC Lens de la Ligue 1 de França.

## Trajectòria
Va fitxar per l'AJ Auxerre el 2014 des del Grenoble Foot 38. Va fer el seu debut en la Ligue 2 l'1 d'agost de 2014 contra el Le Havre AC en una victòria per 2-0 a casa. La temporada 2016-17 va jugar 30 partits de lliga per l'AJ Auxerre.
Al maig de 2017 va signar amb el Montpeller HSC.
El 6 d'agost de 2019 va fitxar per l'AS Mònaco amb un contracte de cinc anys.

## Internacional
L'11 de novembre de 2020 va debutar amb la selecció absoluta de França en un partit amistós davant Finlàndia que van perdre per 0-2.

## Vida privada
Té ascendència espanyola ja que el seu pare és espanyol.